# Varaždin (stad)
Varaždin (Duits: Warasdin; Hongaars: Varasd; Italiaans: Varasdino; Latijn: Varasinum) is een stad in het noorden van Kroatië, 81 kilometer ten noorden van Zagreb. In 2005 had de stad 49.075 inwoners. Varaždin staat bekend om haar barokke gebouwen en de textiel-, voedsel- en IT-industrie.

## Economie
Varaždin is een van de weinige Kroatische steden waar de industrie geen last had van de oorlog in 1991. Naast de textielgigant Varteks heeft het ook belangrijke nationale voedsel- (Vindija), metaal- en constructie-industrieën. De financiële en bankensector is goed ontwikkeld. De economie zal zich nog verder ontwikkelen waarbij plannen klaarliggen voor een vrije investeringszone.

## Sport

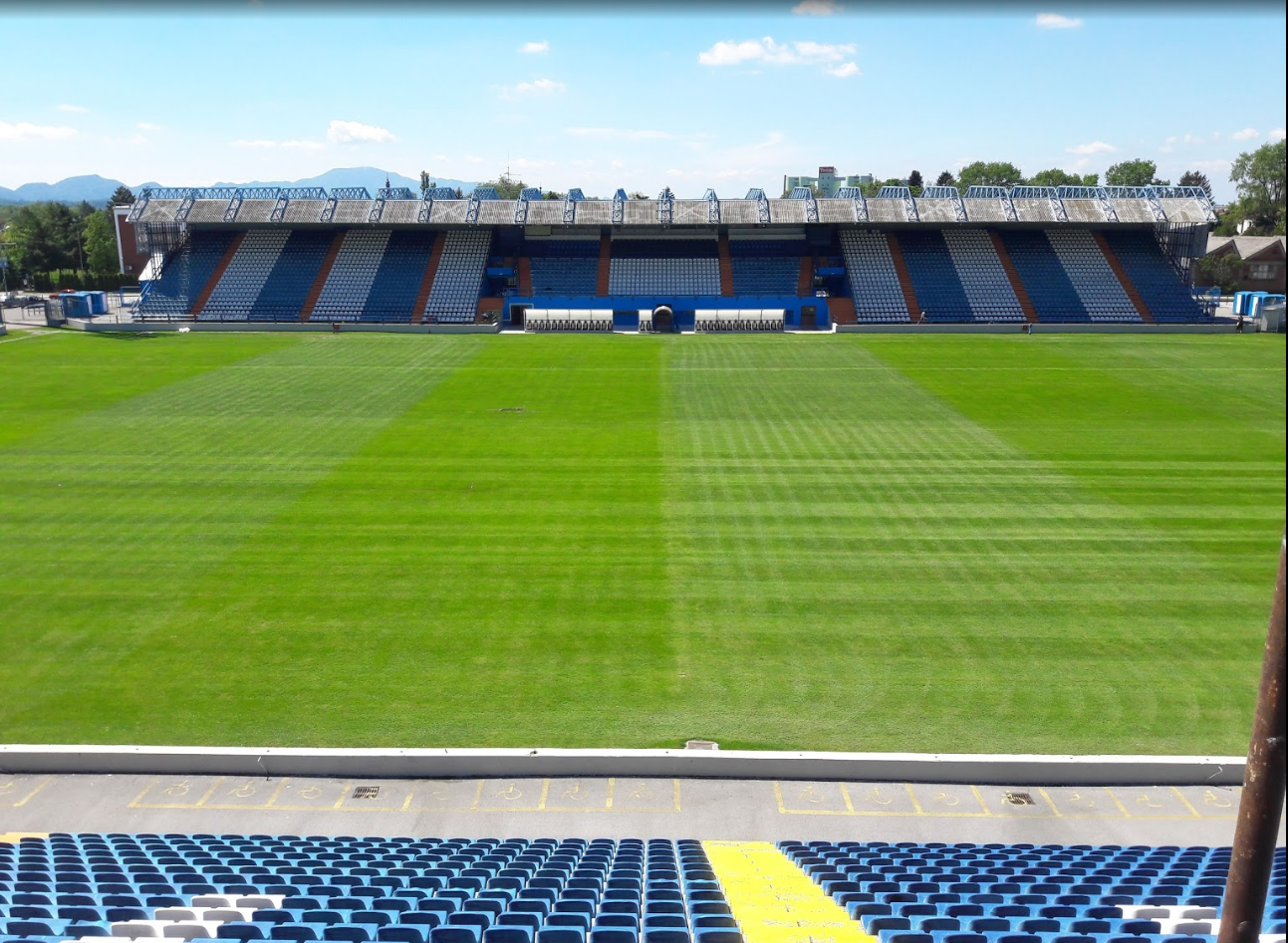
Stadion Varteks

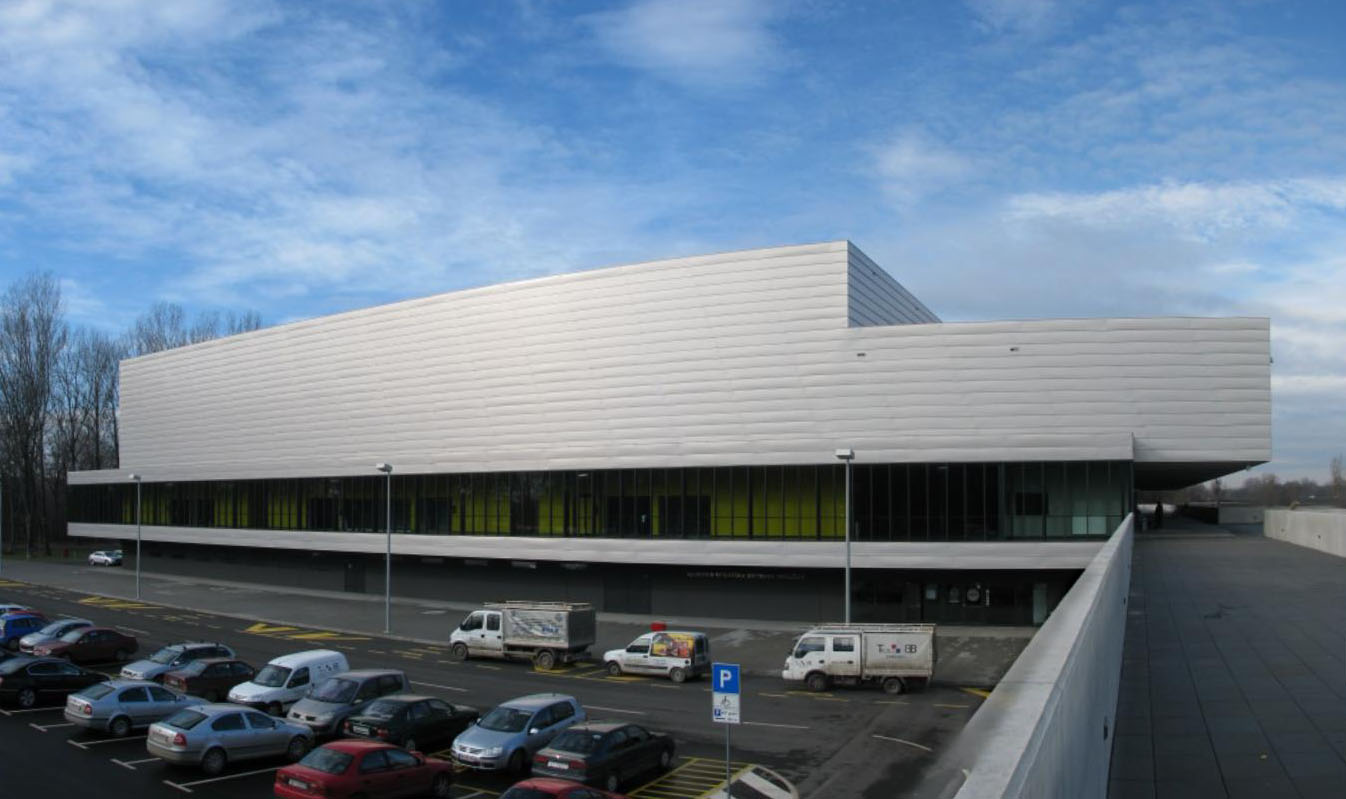
Varaždin Arena, multifunctioneel sortcentrum gebouwd voor de Wereldkampioenschappen handbal in 2009

Varaždin heeft een aantal professionele en semiprofessionele sportverenigingen. De NK Varteks Varaždin speelt op het hoogste niveau van de Kroatische voetballiga. Ook de beide handbalverenigingen RK Varteks Di Caprio en RK Koka komen uit op het hoogste niveau. De honkbalvereniging BK Vindija Varaždin speelt in de Kroatische hoofdklasse. De volleybalvereniging OK Varaždin was landskampioen in 2004 en 2005. Daarnaast is Varaždin jaarlijks organisator van de Drava Pro Forester, een grote discgolfwedstrijd op Europees niveau. Verder is er nog een basketbalvereniging KK Vindo, een tennisclub TK Varaždin, een ijshockeyclub KHL Varaždin, een worstelvereniging Vindija, een waterpolovereniging Coning, een badmintonclub BK Kaj, een fietsclub BD Sloga en een atletiekvereniging TK Marathon 95.

## Stedenband
- Auxerre (Frankrijk)
- Bad Radkersburg (Oostenrijk)
- Montale (Italië)
- Ptuj (Slovenië)
- Pula (Kroatië)
- Ravensburg (Duitsland)
- Trnava (Slowakije)
- Zalaegerszeg (Hongarije)

## Bekende inwoners
- Branko Ivanković (1954), voetbaltrainer
- Radoslav Rogina (1979), wielrenner
- Leon Benko (1983), voetballer
- Karolina Šprem (1984), tennisster
- Kristijan Đurasek (1987), wielrenner
- Robert Murić (1996), voetballer
- Josip Posavec (1996), voetballer
- Luka Ivanušec (1998), voetballer